# Osterwasser (Brauchtum)

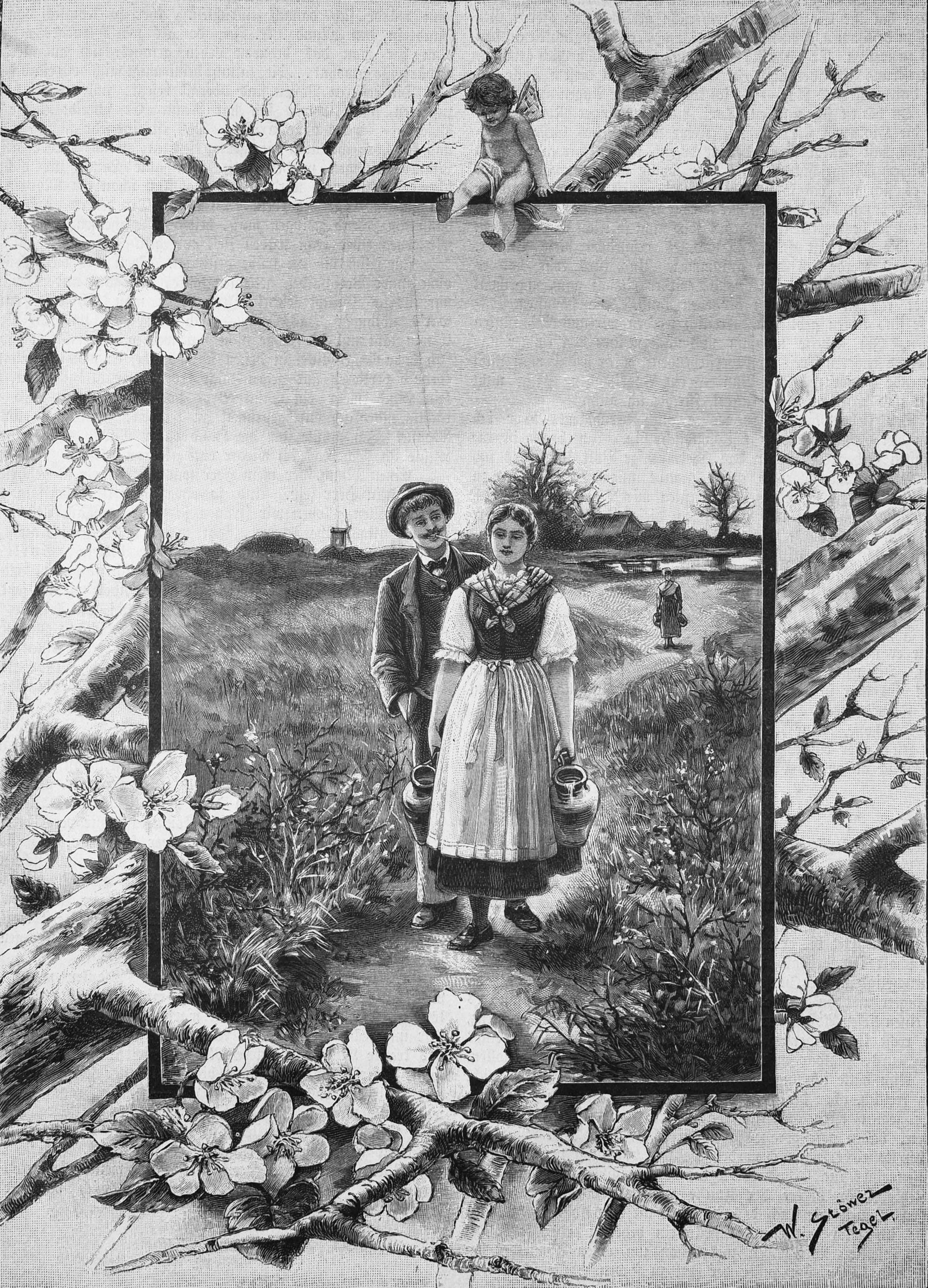
Der Gang nach dem Osterwasser, Originalzeichnung von Willy Stöwer

Als Osterwasser wird Wasser bezeichnet, das nach einem alten Volksbrauch in der Osternacht oder am Ostermorgen vor dem Aufgang der Sonne aus einer Quelle, einem Bach oder einem Fluss geschöpft wird. Dem Volksglauben nach soll dieses Wasser, ähnlich wie das Märzwasser, besonders lange halten und nicht verfaulen. Es soll zudem, wenn man sich damit wäscht, besonders feine Haut geben und bei Augenkrankheiten helfen.
Das Wasser wurde vorwiegend von jungen, unverheirateten Frauen geschöpft. Der Weg zur Wasserschöpfstelle und zurück musste stillschweigend und nach einigen Quellen auch unbeobachtet zurückgelegt werden, damit das Wasser nicht seine Wirkung verlor.
Die belebende Wirkung des Wassers sollte auch dadurch zum Tragen kommen, dass man sich in diesem Wasser an der Quelle, dem Bach oder Fluss wusch. Weit verbreitet war der Brauch im früheren Pommern. Sogar Vieh wurde am Ostermorgen in die Wasserstellen getrieben, damit es sich wasche und von Krankheiten verschont bleibe. Alternativ besprengte man Personen und Vieh mit dem Wasser.
Der Brauch stammt angeblich aus heidnischer Zeit und soll darauf basieren, dass Wasser als Ursymbol des Lebens und der Fruchtbarkeit gelte.
Das Taufwasser, das in der Liturgie der katholischen Kirche während der Feier der Osternacht geweiht wird, bezeichnet man auch als Osterwasser. Mit diesem Wasser besprengt der Priester die Gemeinde. Es wird das ganze folgende Jahr für Taufen verwendet.
In Australien bewahren Brautpaare das am letzten Osterfest geweihte Osterwasser bis zum Hochzeitstag auf und besprengen sich auf dem Kirchgang zur Hochzeit damit. Das soll der Ehe Glück bringen.

„Osterwasser, Wasser aus einem Flusse, welches in der Nacht vom Osterabende auf den ersten Ostertag, besonders des Morgens vor Aufgang der Sonne, stillschweigend geschöpft wird, und welchem die abergläubischen Leute die Eigenschaft beylegen, nicht nur sich lange gut zu erhalten, sondern auch eine feine Haut zu geben. S. im Art. Märzwasser, Th. 85, S. 156. Hierbey ist noch zu bemerken, daß man die Entdeckung gemacht hat, daß jedes an sich reine süße Wasser, welches vor Aufgang der Sonne aus einem Flusse geschöpft wird, nicht in Fäulniß geräth, sondern trinkbar bleibt; jedoch muß dieses Wasser an schattigen Orten verwahrt werden.

S. Fahner’s Magazin der populären Arzeneykunde. I. 16.

Keller’s Grab des Aberglaubens. 5 u. 6tes St. S. 294.“